# Sitzenroda
Sitzenroda ist ein Dorf im Nordwesten von Sachsen und gehört zur Stadt Belgern-Schildau.
Nach einer Erzählung entstand der Name, als die ersten Siedler ein Stück Wald rodeten (roda) und sich dann an dieser Stelle niederließen (sitzen). Tatsächlich leitet sich das Wort Sitzen vom Grafen Sizzo III. von Schwarzburg-Käfernburg ab, der die Siedlung gegründet haben soll.
In Sitzenroda gibt es das Wohnheim „St. Marien“, eine Einrichtung des Christlichen Sozialwerks (CSW) für geistig behinderte Menschen und der größte Arbeitgeber des Ortes. Außerdem findet man mehrere Einkaufsmöglichkeiten, ein Autohaus, eine Bank und eine Gaststätte.

## Lage

Lage von Sitzenroda in Sachsen

Sitzenroda befindet sich ca. 15 km südlich von Torgau und 20 km nördlich von Oschatz. Im Süden und im Osten breitet sich die Dahlener Heide aus, in welcher ein Waldstück mit altem Baumbestand und dem Flächendenkmal „Sieben-Quellen-Tal“ liegt. Hier entspringt der Neumühl- bzw. Dorfbach, welcher das Dorf von Süden nach Norden durchfließt. Westlich befindet sich Leipzig mit einer Entfernung von 50 Kilometer. Die durch Sitzenroda führende S 24 verbindet den Ort mit Oschatz und Torgau.

## Ortsgliederung
Sitzenroda hat eine Länge von ca. 3,5 km. Der Ort wird unterteilt in Ober- und Unterdorf. Im Oberdorf ziehen sich die Höfe rechts und links der Straße hin. Im Unterdorf findet man die ehemalige Schule, den Kindergarten, die örtliche Feuerwehr, den Sportplatz sowie Einkaufsmöglichkeiten und das Vereinshaus. Die Wege verlaufen hier strahlenförmig in alle Richtungen.

## Geschichte
Um 1225 siedelte sich das Zisterzienser-Nonnenkloster Marienpforte in Sitzenroda an. Nach der Reformation übernahm das Herrscherhaus der Wettiner den Klosterbesitz. 1560 kaufte der Kurfürst das gesamte Territorium auf und legte die größte kurfürstliche Wildbahn Sachsens an. Da Sitzenroda inmitten seines Jagdgebietes „Obere Heide“ lag, ließ der sächsische Kurfürst August I. unter Leitung des Landbaumeisters Hans Irmisch hier von 1564 bis 1570 ein stattliches, dreigeschossiges Jagdschloss bauen, welches später abbrannte. In diesem Jagdhaus verlieh er im August 1575 Cornelius von Rüxleben die Anwartschaft auf zwei bedeutsame Lehen. Unter Kurfürstin Anna bestückte man das Schloss mit 45 Gästebetten für den Hofstaat.
Während des Dreißigjährigen Krieges wütete die Pest, an der 1636 etwa 400 Menschen starben. Daraufhin lebten 1663 nur noch 13 Menschen in Sitzenroda.
1763 fand die letzte kurfürstliche Jagd statt. Zum Andenken daran wurde das kurfürstliche Wappen in den Stamm der „Jägereiche“ geschnitzt. Das Original dieses Baumes ist heute in der Kirche zu sehen. Am alten Standort im Wald wurde zwischenzeitlich eine neue Jägereiche errichtet. Nach dem Wiener Kongress 1815 gehörte Sitzenroda zur preußischen Provinz Sachsen. Im umliegenden Wald findet man Grenzsteine, die die Königreiche Sachsen und Preußen voneinander trennten.
Nach dem Ersten Weltkrieg lebten 1933 1.031 Einwohner in Sitzenroda, und es gab 1935 48 bekannte Gewerke, davon drei Mühlen, und außerdem acht Vereine.
Während des Zweiten Weltkriegs fielen 76 Sitzenrodaer, und 30 wurden nach dem Krieg in stalinistische Lager verschleppt. 1947 zählte Sitzenroda 1.722 Einwohner, die eingerichtete Tuberkuloseheilstätte wurde erweitert. Fünf Jahre später fand die Einweihung des neuen Schulgebäudes und die gleichzeitige Einrichtung des Kindergartens in der alten Schule statt.
1960 gab es nur noch 1.120 Einwohner. Die Tuberkuloseheilstätte wurde 1967 zur Kinderpsychiatrie. Die Einweihung des neuen Feuerwehrhauses fand 1972 statt, zu der Zeit besuchten 236 Schüler die Schule. Vier Jahre später erfolgte die Gründung des Sitzenrodaer Faschingsclubs (Motto: Allzeit lustig – immer durstig). 1981 wurden eine Bücherei errichtet und der Kindergarten erweitert. Bald darauf fand eine Grundinstandsetzung der Gemeindeinfrastruktur statt.
Am 21. April 1986 kollidierten zwei Kampfflugzeuge der NVA über Sitzenroda bei Übungen zum Abfangen von Luftzielen im Kettenverband und stürzten auf Sitzenrodaer Flur ab. Von den zwei MiG-21 MF Piloten konnte sich Leutnant Haßkerl (taktische Nummer 507) katapultieren und landete mit dem Fallschirm zwischen Lausa und Taura. Leutnant Mario Sachse (taktische Nummer 766) starb beim Absturz.
1991 wurde Sitzenroda zum Förderdorf des Freistaates Sachsen ausgewählt. Zahlreichen Initiativen der Bürger und Fördermitteln des „Staatlichen Amtes für Ländliche Neuordnung“ ist es zu verdanken, dass sich das Ortsbild verändert hat. Es entstanden moderne Wohnanlagen; neue Straßen und Erdgas-, Abwasser- und Telefonleitungen wurden gebaut.
1993 erfolgte die Instandsetzung des Kirchturms. Bei der Öffnung der Turmkugel am 7. September wurden die Dokumente und Münzen entnommen, und am 25. September 1993 wurde die Turm neu bekrönt. Im selben Jahr wurde das Krankenhaus Sitzenroda vom katholischen Sozialwerk Caritas übernommen und zum „Heim für Behinderte“ umgestaltet. Mit der sächsischen Gemeindereform 1994 wurde Sitzenroda am 1. Januar 1994 in die Gneisenaustadt Schildau eingemeindet. 1997 wurde das Caritas-Heim erweitert, und ein Jahr später erfolgten die Feierlichkeiten anlässlich der urkundlichen Ersterwähnung des Ortes vor 800 Jahren. 2005 begann ein weiterer Neubau für das Heim für Behinderte.
Seit dem 1. Januar 2013 ist Sitzenroda ein Ortsteil der Stadt Belgern-Schildau.

## Kultur und Sehenswürdigkeiten

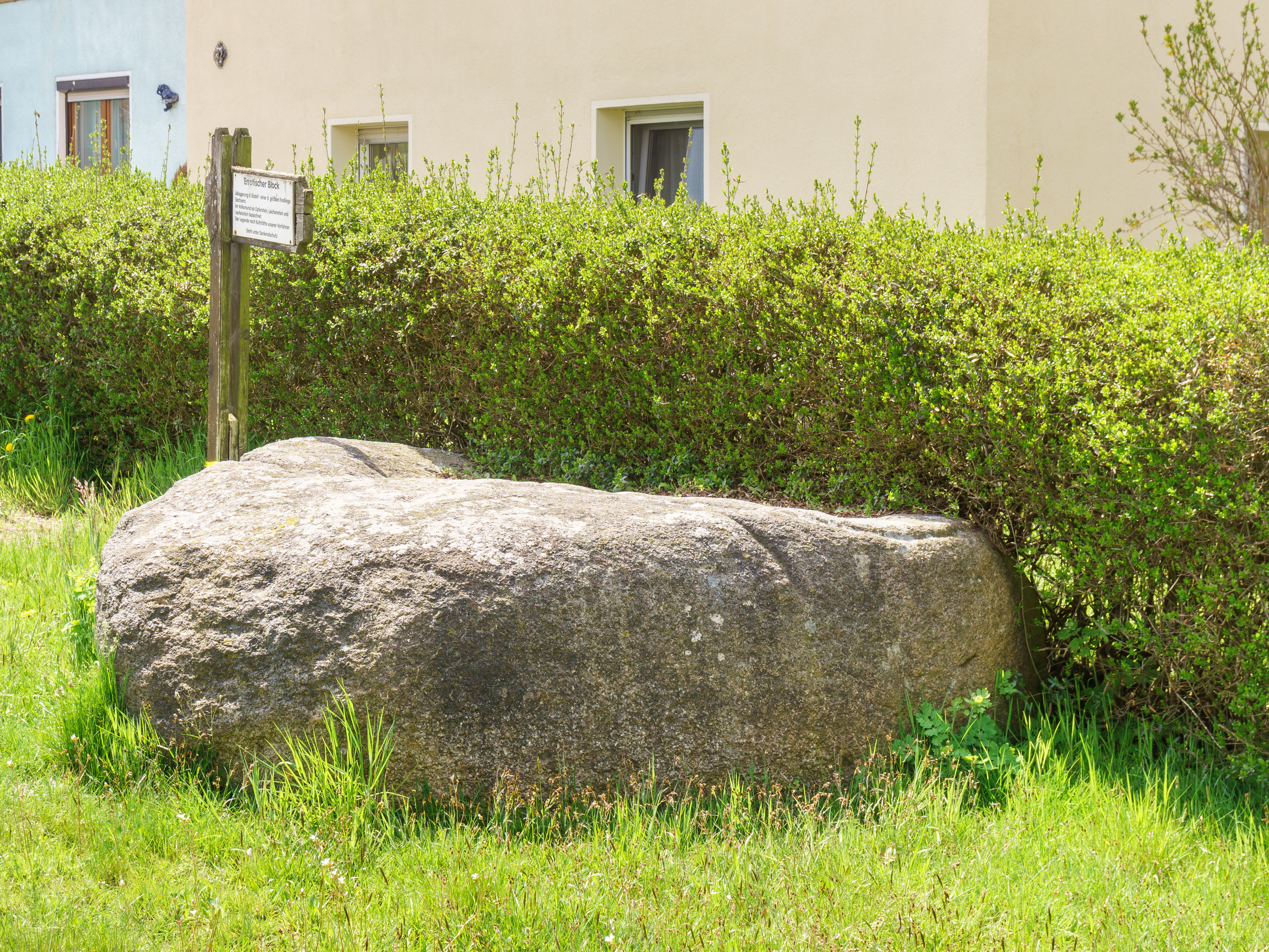
Einer der größten Findlinge Sachsens, im Volksmund als Opferstein, Leichenstein und Teufelsstein bezeichnet (2021)

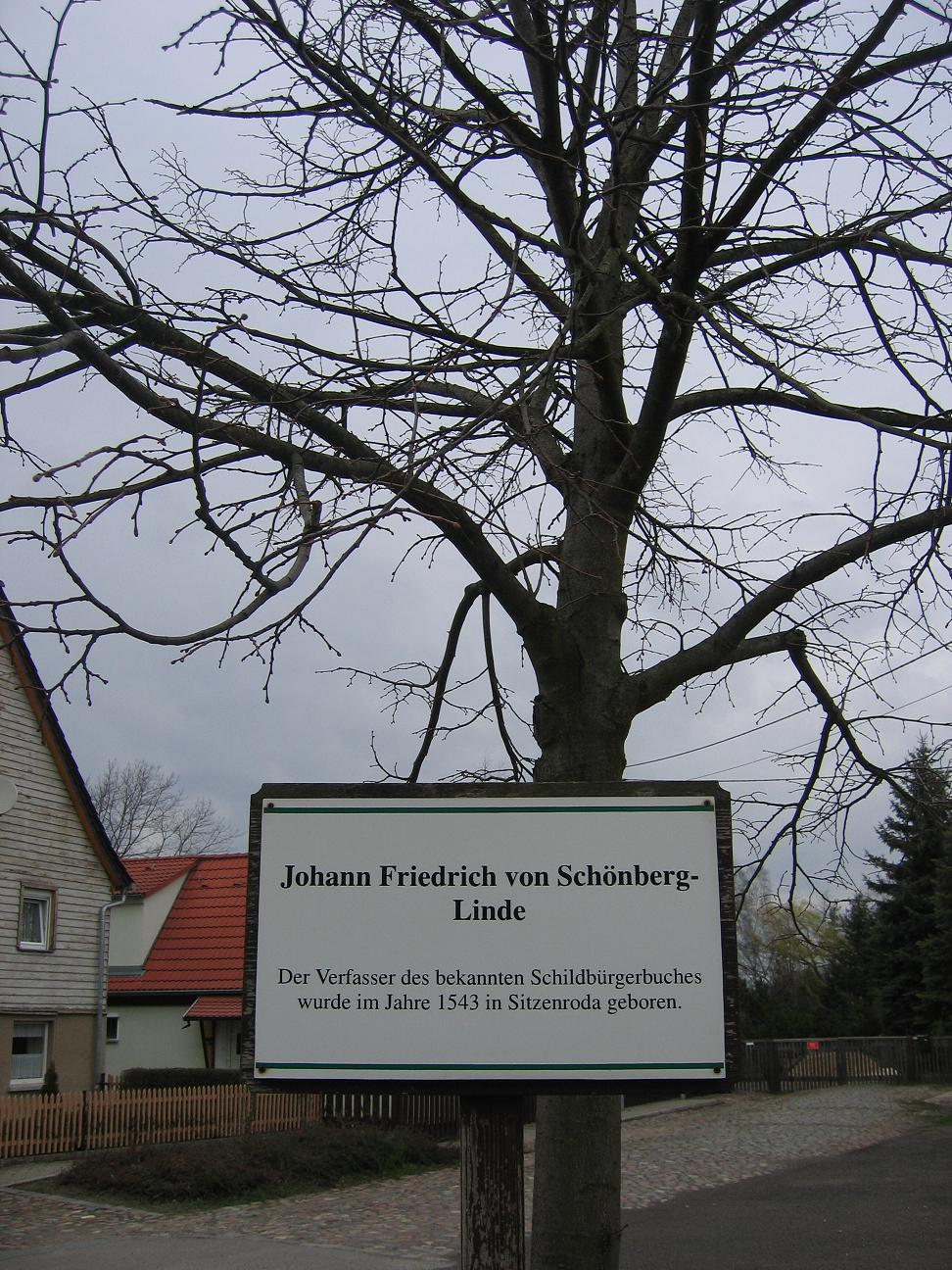
Johann Friedrich von Schönberg-Linde (2007)

### Denkmäler
An der S 24 wurde ein Denkmal für die gefallenen Sitzenrodaer im Ersten und Zweiten Weltkrieg errichtet. Auf mehreren nebeneinander angeordneten, senkrecht aufgestellten Steinen stehen die Namen der Soldaten.
Im Ort befindet sich die Johann Friedrich von Schönberg-Linde. Diese erinnert an den Autor der Schildbürgergeschichten.

### Bauwerke und besondere Einrichtungen
Der Kindergarten mit Schülerhort „Quellentalspatzen“ befindet sich in einem alten roten Backsteinbau. Früher fand man dort die Schule, die später aber in dem heutigen Schulgebäude untergebracht war, bis sie 2001 geschlossen wurde und eine Montessori-Schule die Nutzung übernahm. Diese zog im Sommer 2007 aus Gebäude und Gelände aus, weshalb die Schule zurzeit leersteht.
In der „Heimatstube“ wurden Gerätschaften aus dem früheren dörflichen Leben zusammengetragen. In einem ehemaligen Trafohaus richtete der NABU Nisthilfen für Fledermäuse, Schleiereulen und andere Tiere ein. Am östlichen Ortsrand findet man eine 1877 erbaute Holländermühle. Heute befindet sich diese in Privatbesitz.
Außerdem gibt es im Ort einen Sport- und Festplatz, ein Vereinshaus, eine Turnhalle und mehrere Spielplätze (Bockwiese, Waldspielplatz).

### Kirche und Kloster
Das älteste Gemäuer in Sitzenroda, die schlicht gestaltete Kirche, ragt weit über das Dorf hinaus. Sie wurde im Jahre 1571/72 auf Drängen und mit großer materieller Hilfe von Kurfürst August I. an der Stelle errichtet, wo bereits 1198 das Kloster geweiht wurde. Beide spielten in der Geschichte des Dorfes eine große Rolle. Die erste war zugleich eine Klosterkirche gewesen, die heutige eine Hofkirche des kursächsischen Hofes, wenn in Sitzenroda zur Jagd geweilt wurde.
Bis etwa 1225 entwickelte sich im Ort das Nonnenkloster Marienpforte. Die Klosterfrauen waren weithin bekannt für ihre Heilkunst, Krankenpflege und Armenfürsorge. Anna von Miltitz war die letzte Äbtissin des Klosters. Ihr Grabstein, auf dem sie in Lebensgröße zu sehen ist, steht heute im Inneren der Kirche. Auch handgeschnitzte Figuren auf dem Altar sowie ein lebensgroßer gekreuzigter Christus sind in der Kirche zu sehen. Der Taufstein wurde 1568 vom Torgauer Bildhauer Caspar Reinwalt gestiftet.
Sitzenroda genoss infolge der Ansiedlung des Nonnenklosters eine große Bedeutung. Diese wuchs, als nach der Auflösung hier ein Jagdschloss entstand. Erbauer war der Kurfürst, der hier sehr oft seiner Jagdleidenschaft nachging. Für die Aufenthalte der höfischen Gesellschaft waren diese Gebäude unentbehrlich. Auch heute noch ist ihr Turm von weitem sichtbar. Dies liegt zum Teil daran, dass das ganze Gemäuer auf einem Berg errichtet wurde. Rings herum wurde der Friedhof angelegt. Weiter südlich von der Kirche findet man einen weiteren Friedhof. Heute ist Sitzenroda evangelisch. Ein aus dem Ort stammender Pfarrer ist für die Kirchengemeinde zuständig. Anfang 2008 wurde begonnen, das Dach des Kirchenschiffs neu einzudecken, die Arbeiten wurden im März abgeschlossen und zu Ostern feierlich beendet.

### Veranstaltungen und Vereine
Jährlich feiert der Heimatverein „Die Quellentaler“ mit den Einwohnern und Gästen Ende April das „Bockwiesenfest“, das erste Fest nach der Winterzeit. Im August findet alljährlich am Waldspielplatz das Sommerfest der Freiwilligen Feuerwehr statt.
Der Sitzenrodaer Faschingsclub (SFC) konnte im Jahr 2017 seinen 40. Geburtstag feiern.

## Persönlichkeiten
- Johann Friedrich von Schönberg, der Autor der Schildbürgergeschichten, wurde 1543 in Sitzenroda geboren.
- Traugott August Seyffarth, der lutherische Theologe, wurde in Sitzenroda geboren.

## Bilder

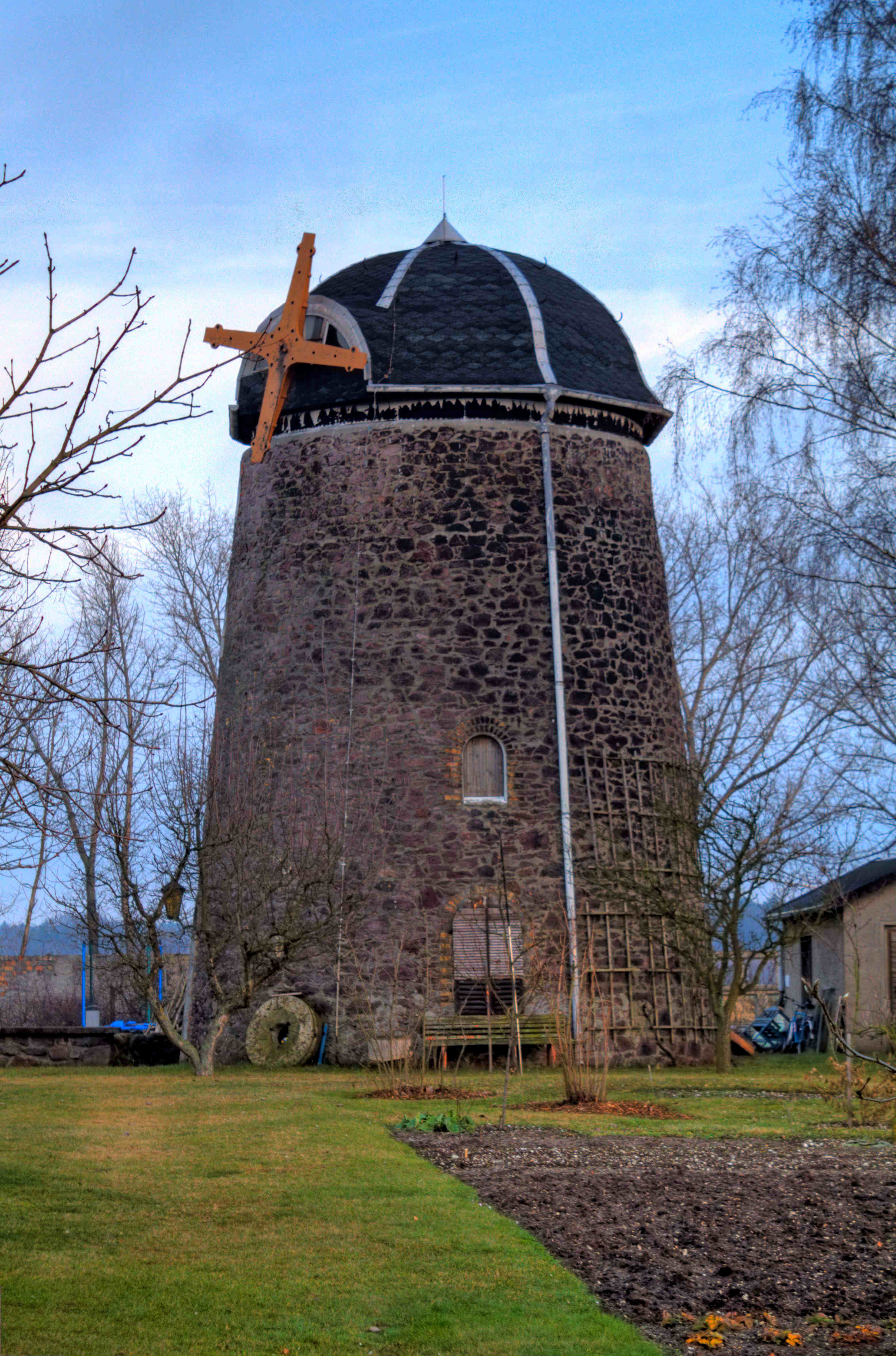
Holländermühle
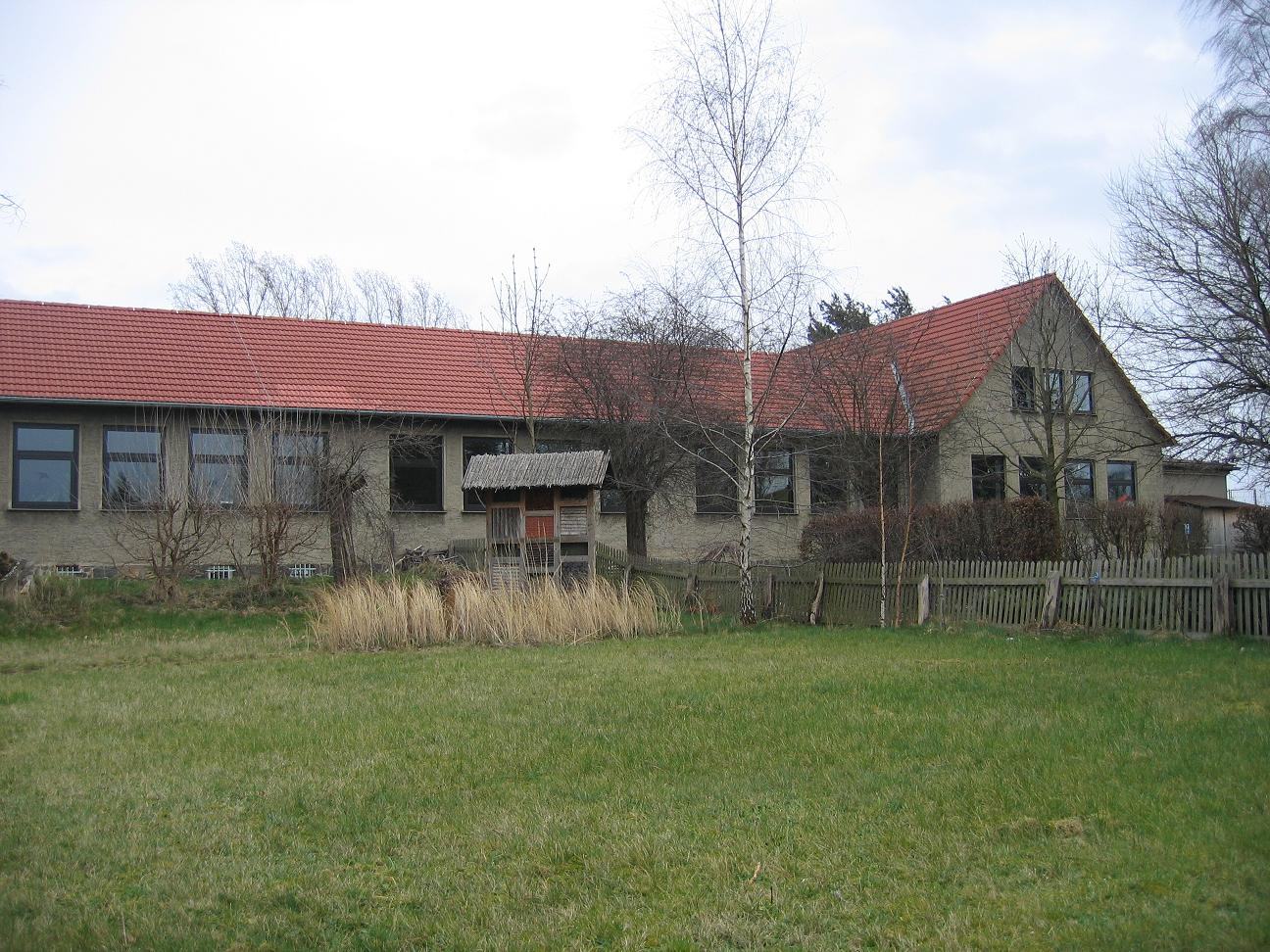
Neues Schulgebäude
„Bockwiesenspielplatz“ in der Nähe der Kirche
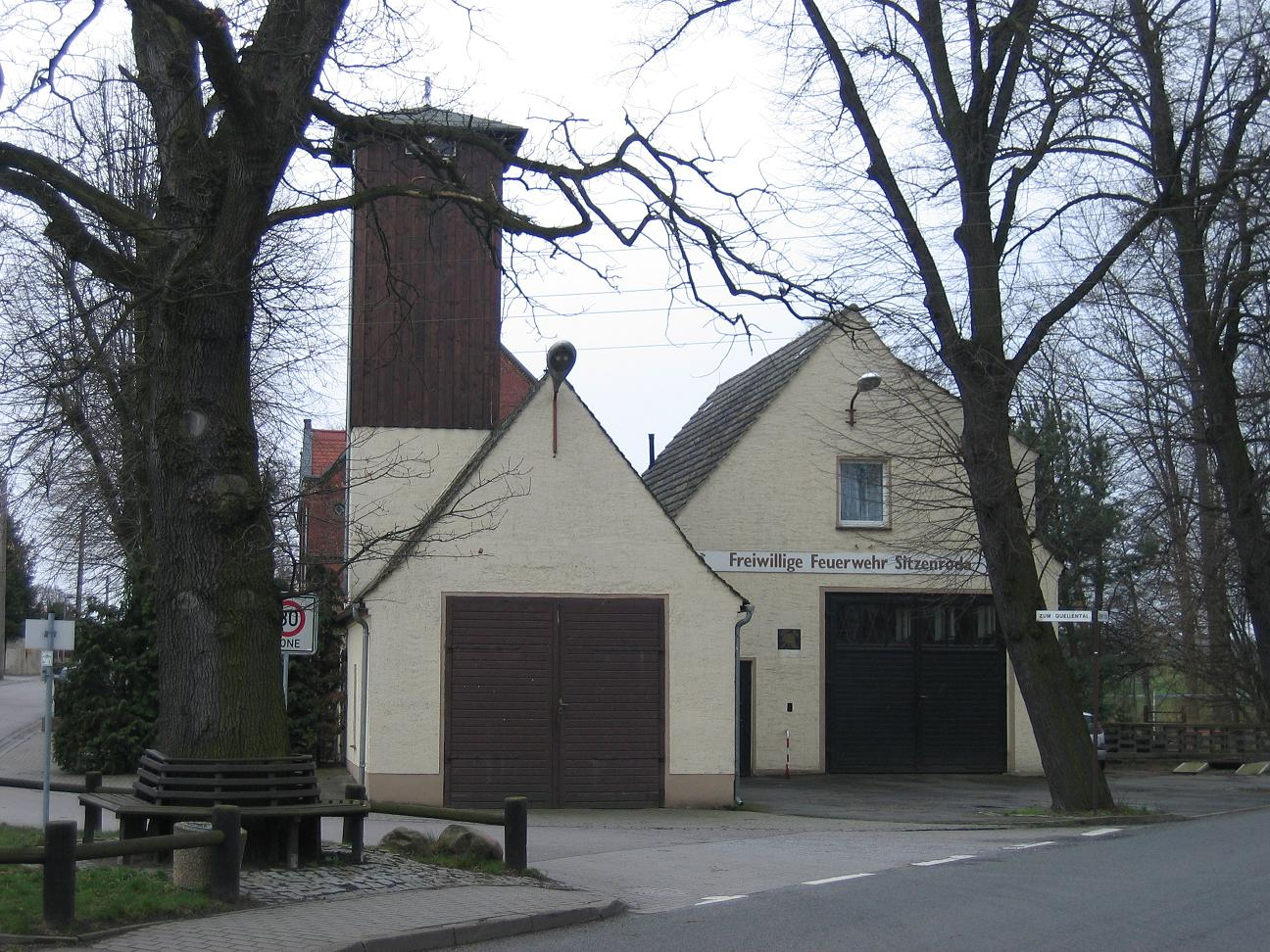
Feuerwehrhaus
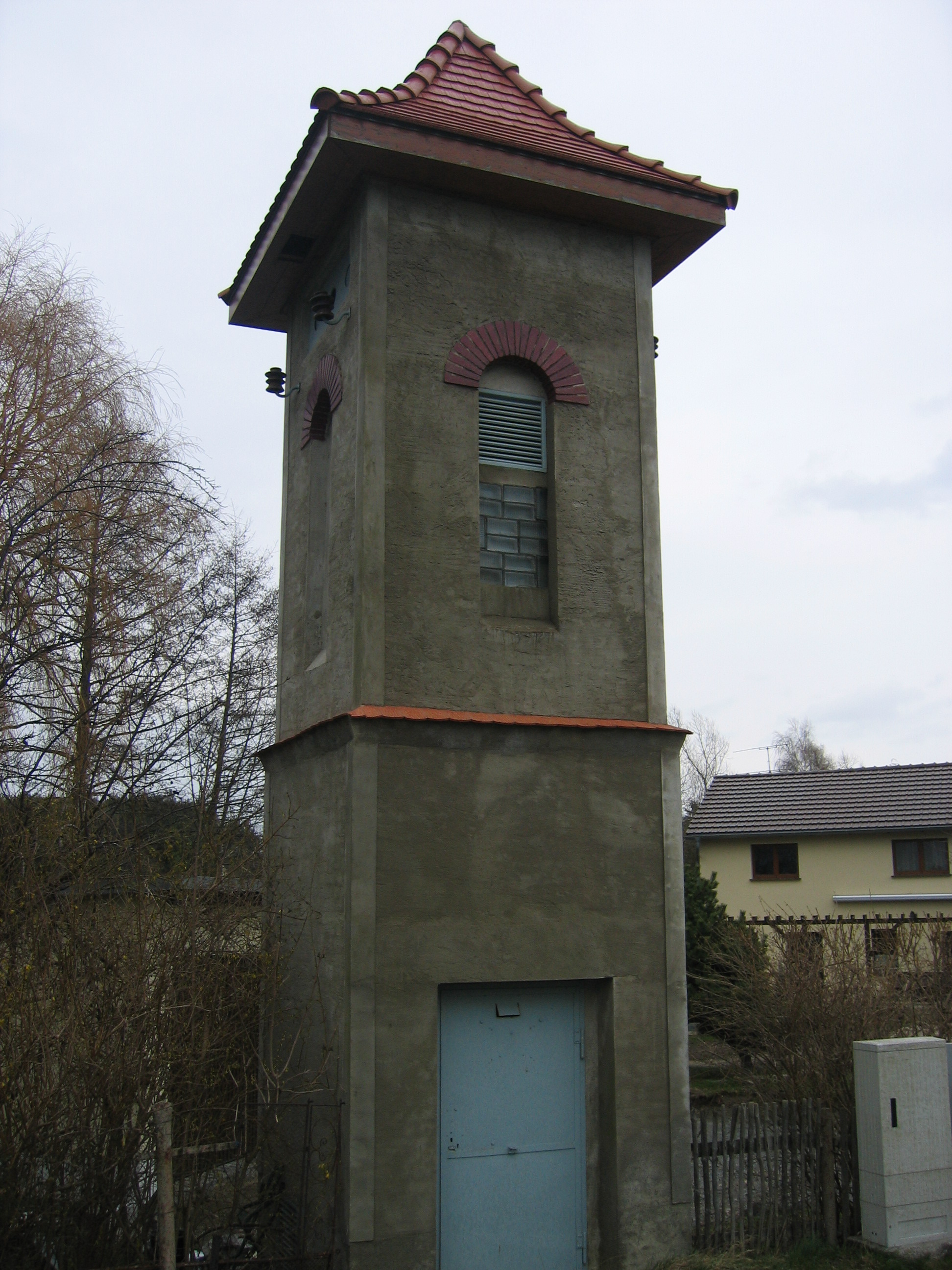
Trafohaus des NABU
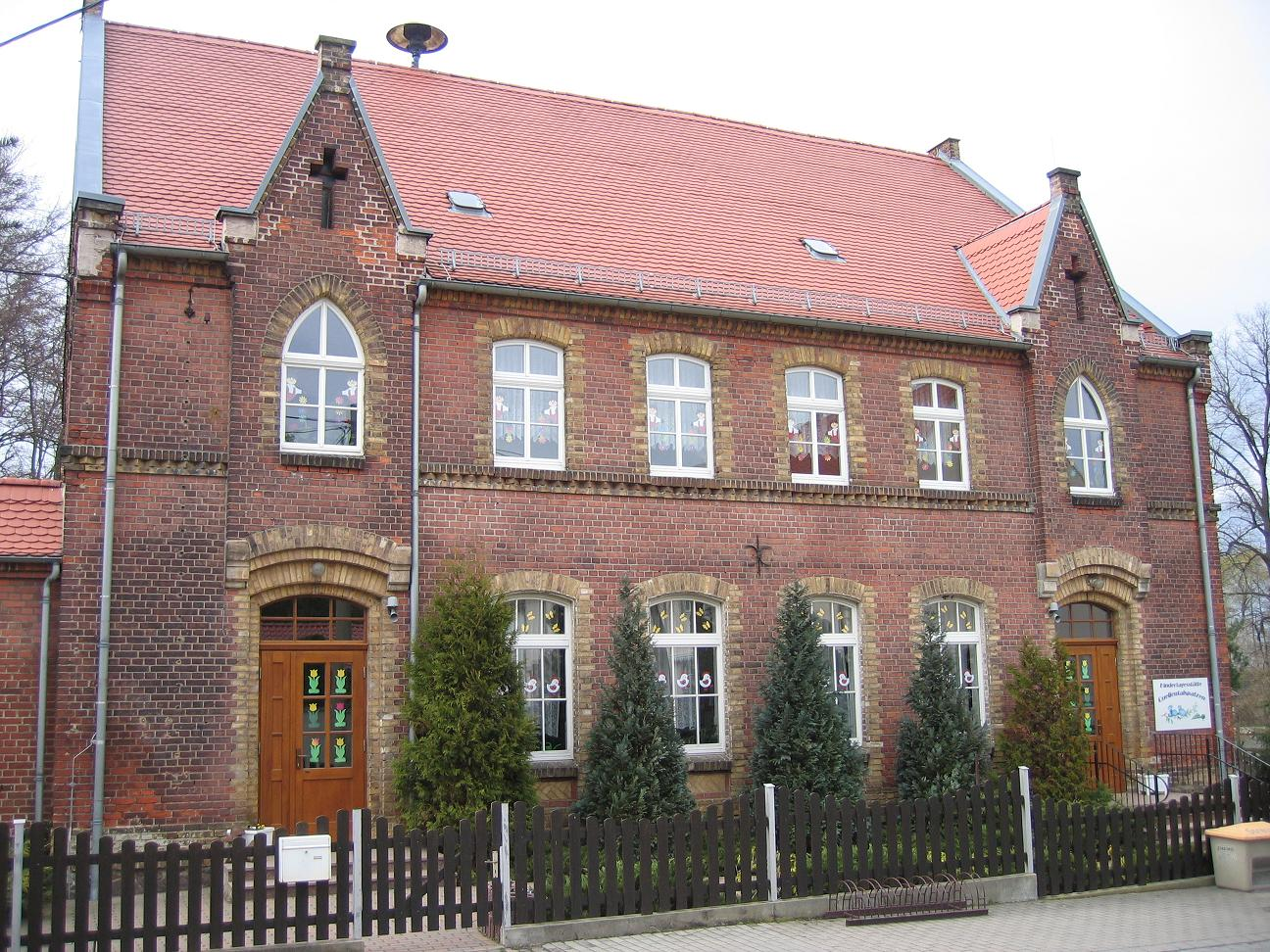
Kindergarten